# Glashütte
Glashütte er en by i Sachsen, Tyskland. Byen er kendt for at være arnestedet for den tyske urmagerindustri, og har en indbyggertal på omkring 7.000. Glashütte bliver nævnt første gang i et dokument fra 1445. I januar 2008 blev den tidligere kommune Reinhardtsgrimma lagt ind under Glashütte.
Nuværende urmagere i byen inkluderer:
- A. Lange & Söhne
- Bruno Söhnle Uhrenatelier Glashütte[1]
- C. H. Wolf
- Glashütte Original
- Mühle Glashütte
- NOMOS Glashütte
- Wempe Chronometerwerke
- Tutima
- Union Glashütte[2]
- Moritz Grossmann

## Notable personer
- Ferdinand Adolph Lange (1815–1875), urmager og grundlægger af A. Lange & Söhne, medlem af den sachsiske Landtag 1857–1875, borgmester af Glashütte 1848–1866
- Arthur Burkhardt (1857–1918), ingeniør og fabrikant
- Hans-Peter Kaul (1943–2014), dommer, international advokat og diplomat